# تو كي تشيك
تو كي تشيك (بالإنجليزية: 2K Czech)‏ هي شركة مطورة لألعاب الفيديو وهي تابعة لشركة تو كي جيمز المملوكة لشركة تيك-تو إنترأكتيف، تأسست عام 1997 .

## الألعاب
- هيدن أند دانجرس (1999) (الكمبيوتر الشخصي، دريم كاست، بلاي ستيشن)
- فلاينج هيروز (2000) (الكمبيوتر الشخصي)
- مافيا: مدينة الجنة المفقودة (2002) (الكمبيوتر الشخصي، بلاي ستيشن 2، إكس بوكس)
- فيتكونج (2003) (الكمبيوتر الشخصي)
- هيدن أند دانجرس 2 (2003) (الكمبيوتر الشخصي)
- فيتكونج: فيست ألفا (2004) (الكمبيوتر الشخصي)
- فيتكونج 2 (2005) (الكمبيوتر الشخصي)
- وينجز أوف وور (2004) (الكمبيوتر الشخصي، إكس بوكس)
- كاماليون (2005) (الكمبيوتر الشخصي)
- سيركس إمباير (2007) (الكمبيوتر الشخصي)
- أكسل أند بيكسل (2009) (إكس بوكس 360، الكمبيوتر الشخصي)
- مافيا Ⅱ (2010) (الكمبيوتر الشخصي، بلاي ستيشن 3، إكس بوكس 360)
- توب سبين 4 (2011) (بلاي ستيشن 3، إكس بوكس 360، وي)